# زعفرانی رنگش کن
زعفرانی رنگش کن (انگلیسی: Colour it Saffron) فیلمی هندی در سبک درام به کارگردانی راکیش امپراکاش مهرا است که در سال ۲۰۰۶ منتشر شد. این فیلم جزو ۲۵۰ فیلم برتر IMDB قرار دارد.

## بازیگران
- عامر خان
- سیدارت نارایان
- شارمان جوشی
- سوها علی خان
- وحیده رحمان
- آلیس پتن
- انوپم کهیر
- کیرون کهیر
- اوم پوری
- رانگاناتان مدهوان
- کونال کاپور
- لک تاندون